# Elisabethenstraße

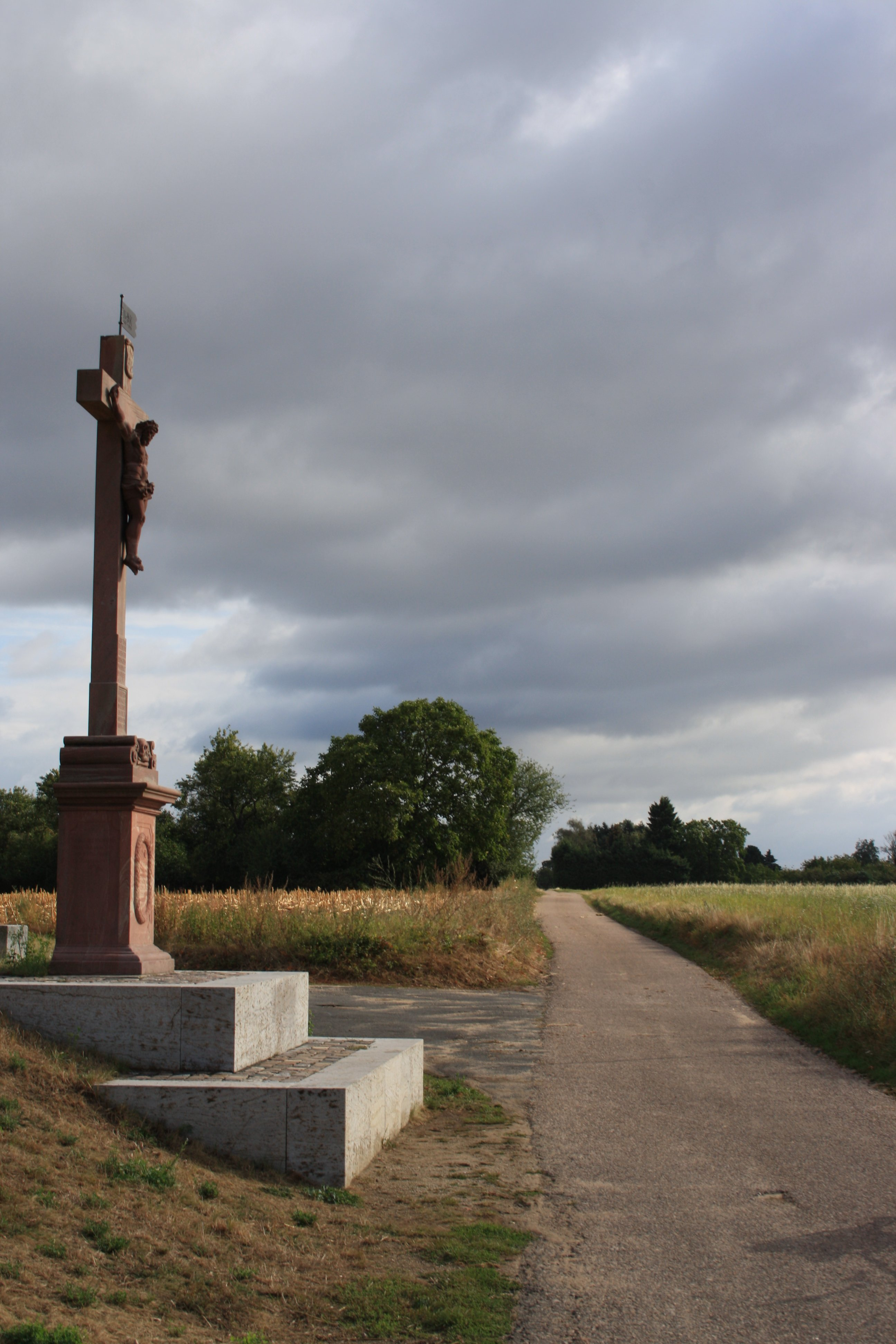
Fähncheskreuz an der Elisabethenstraße bei Mainz-Kostheim

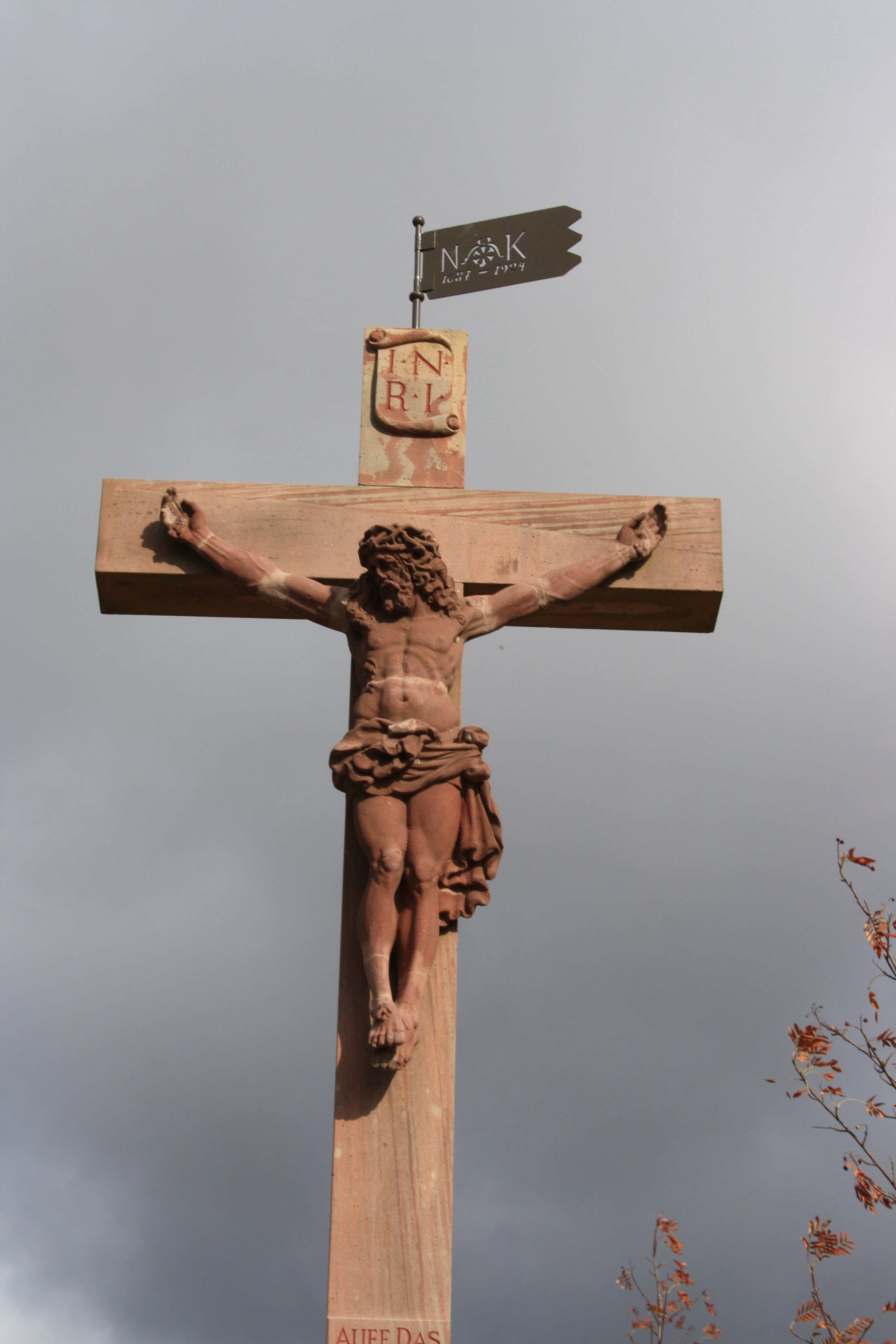
Wegekreuz an der Elisabethenstraße bei Mainz-Kostheim

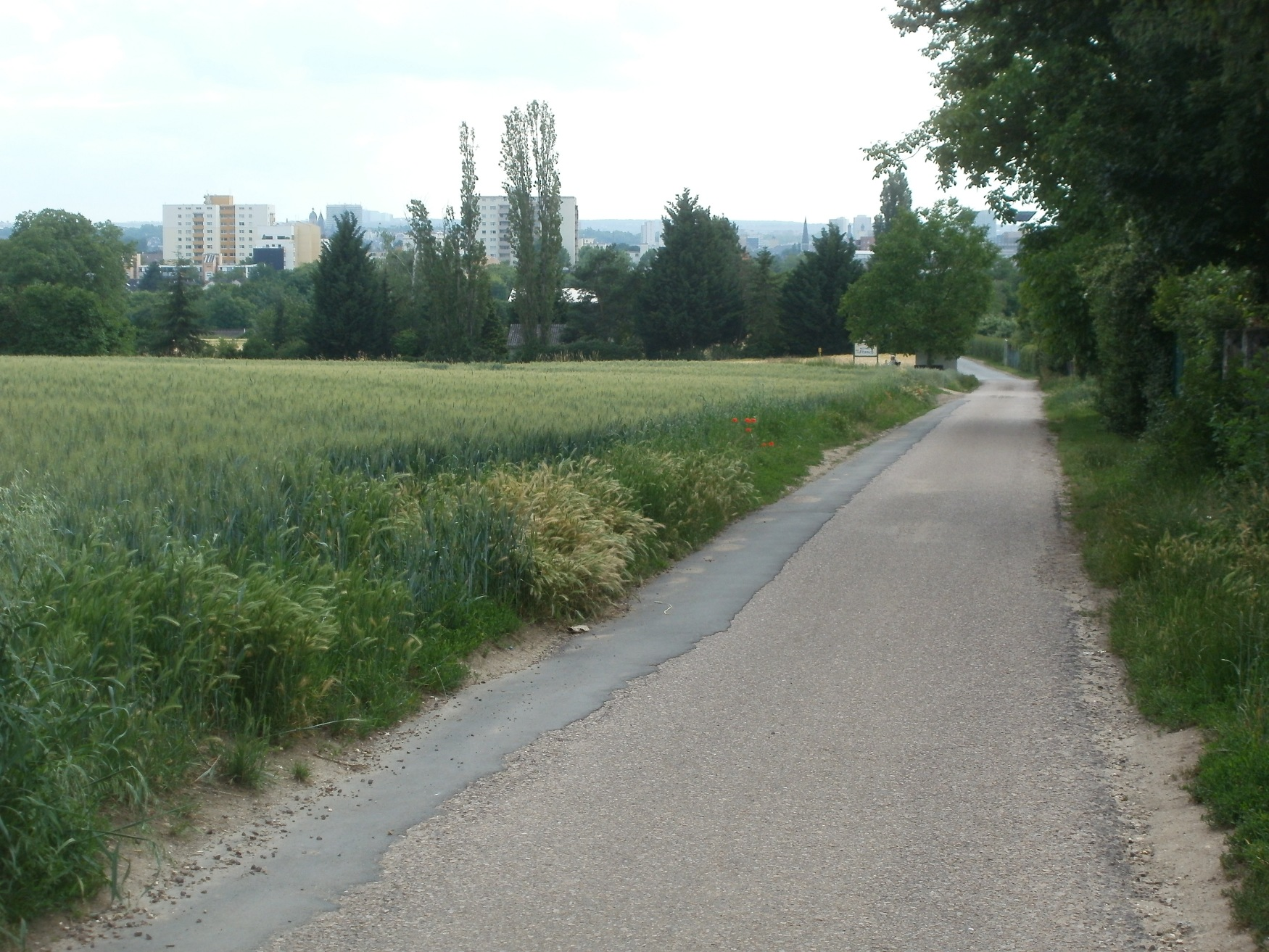
Elisabethenstraße bei Mainz-Kastel

Die Elisabethenstraße ist eine historische Altstraße vom antiken Mogontiacum, dem heutigen Mainz, in die Wetterau, die von den Römern als Militärstraße und Versorgungsweg ausgebaut wurde und eine zügige Versorgung der rechtsrheinischen Gebiete erlaubte (→ Römerstraße). In ihrem Verlauf ist sie auch als Steinerne Straße, Hohe Straße oder Heerstraße bekannt. Sie ersetzte oder ergänzte dabei in der Nähe verlaufende ältere Wege.

## Geschichte

### Römerstraße
Eine ältere Verbindung führte von Mainz-Kastel ursprünglich über Höchst in den Friedberger Raum. Im Rahmen des römischen Vorstoßes von Mainz ins innere Germanien legte man noch im 1. Jahrhundert eine künstliche Straße in Richtung der Wetterau über Hofheim am Taunus zu den Kastellen nahe dem heutigen Frankfurt-Heddernheim an. Später entwickelte sich das Kastell bei Heddernheim weiter zu einer städtischen Siedlung mit dem Namen Nida, die der Hauptort der römischen Civitas Taunensium wurde. Die Straße führte von dort weiter über Karben und Friedberg nach Marburg.

### Wallfahrtsweg im Mittelalter
Die Straße erhielt erst im Mittelalter den Namen Elisabethenstraße, da über sie die Wallfahrten zum Grab der Heiligen Elisabeth in Marburg verliefen. Ein Teilstück der Trasse zwischen Hofheim und Eschborner Kreuz ist als Autobahn A 66 überbaut, allerdings sind heute noch Reste der römischen Steinpflasterung parallel zur Autobahn aufzufinden. Auch stellten die Römer zur Betonung der Wichtigkeit dieser Verbindung einen Ehrenbogen in Mainz-Kastel auf, der bisher als der nördlichst gelegene bezeichnet wird.

## Verlauf
Von der Mainzer Brücke über den Rhein kommend verläuft die Elisabethenstraße geradlinig über Massenheim (Ortsgrenze) zu den Ortsteilen von Hofheim-Diedenbergen und Marxheim nach Hofheim (Teilstück A). Von Hofheim an Kriftel und Frankfurt-Zeilsheim vorbei, nördlich von Frankfurt-Unterliederbach (auch hier Ortsgrenze) weiter über Eschborn (hier biegt die Autobahn südlich ab) nach Frankfurt-Praunheim (Heerstraße) und weiter zum ehemaligen Forum der Römerstadt Nida, dem heutigen Frankfurt-Heddernheim, (Teilstück B). Von dort aus in nordöstlicher Richtung nach Karben (Teilstück C), um dann in fast nördlicher Richtung auf Friedberg zuzulaufen (Teilstück D). Hinter Friedberg bog diese Straße nach Butzbach ab (Teilstück E), verließ dort römisches Gebiet und führte weiter nach Marburg. Bemerkenswerterweise verlaufen die benannten Teilstücke A bis E nahezu gradlinig, was auf eine planmäßige Anlage dieser römischen Kunststraße hinweist.
Teilweise ist sie noch im Luftbild erkennbar, andere Teilstücke werden heute noch als Straßen oder Wege genutzt:
- Ausgangspunkt war der Ehrenbogen in Kastel in der Großen Kirchenstraße. 50° 0′ 32″ N, 8° 17′ 2,5″ O
- weiter über die Steinern Straße in Kastel 50° 0′ 37″ N, 8° 17′ 24″ O
- Übergang der Steinern Straße, Autobahnbrücke an der A 671 50° 1′ 29″ N, 8° 19′ 27″ O
- Über den Mühlberg in Hochheim, die Landesstraße L 3028; hier wird die Strecke zur Grenzlinie zwischen Wiesbaden und Hochheim 50° 2′ 2″ N, 8° 20′ 53″ O
- Wieder auf Wiesbadener Gebiet zieht sie als Feldweg bei Wiesbaden-Delkenheim weiter, hier als Elisabethenstraße bezeichnet. 50° 2′ 14″ N, 8° 21′ 22″ O
- In Wiesbaden-Delkenheim wechselt die Römerstraße den Namen zu An der Straßenmühle bis zum Wickerbach-Übergang. Hier ist sie wieder Grenze zu Massenheim, dort wieder Elisabethenstraße genannt. 50° 2′ 28″ N, 8° 22′ 1″ O
- Nach dem Wickerbach ist sie bald wieder Feldweg südlich von Delkenheim und nördlich von Massenheim, um dann die Autobahn A 3 etwas südlich des Wiesbadener Kreuzes zu unterqueren. 50° 3′ 3,4″ N, 8° 23′ 31,2″ O
- Als Grenzlinie nach Wallau unterquert sie auf Diedenbergener Gemarkung die neue ICE-Trasse der Schnellfahrstrecke Köln–Rhein/Main, die vom Flughafen Frankfurt nach Köln führt. 50° 3′ 10,3″ N, 8° 23′ 48,8″ O
- Nach Unterquerung der Autobahn 66 heißt sie dann Casteller Straße (L 3264) und ist noch heute die Hauptstraße in Diedenbergen. 50° 3′ 39″ N, 8° 25′ 4″ O
- Am Ortsausgang von Diedenbergen verlässt die Trasse der Römerstraße die Casteller Straße und läuft dann über die Liebfrauenstraße in Richtung Marxheim. 50° 3′ 49″ N, 8° 25′ 32″ O
- In Marxheim ist der Verlauf der Römerstraße vor dem Kastell Hofheim nur noch als Bewuchsspur im Feld auszumachen, sie wird dann zur gemeinsamen Grenze mit Kriftel und ist im Verlauf als Feldweg parallel zur Frankfurter Straße noch erhalten. 50° 3′ 54″ N, 8° 25′ 46″ O bzw. 50° 4′ 46″ N, 8° 27′ 3″ O

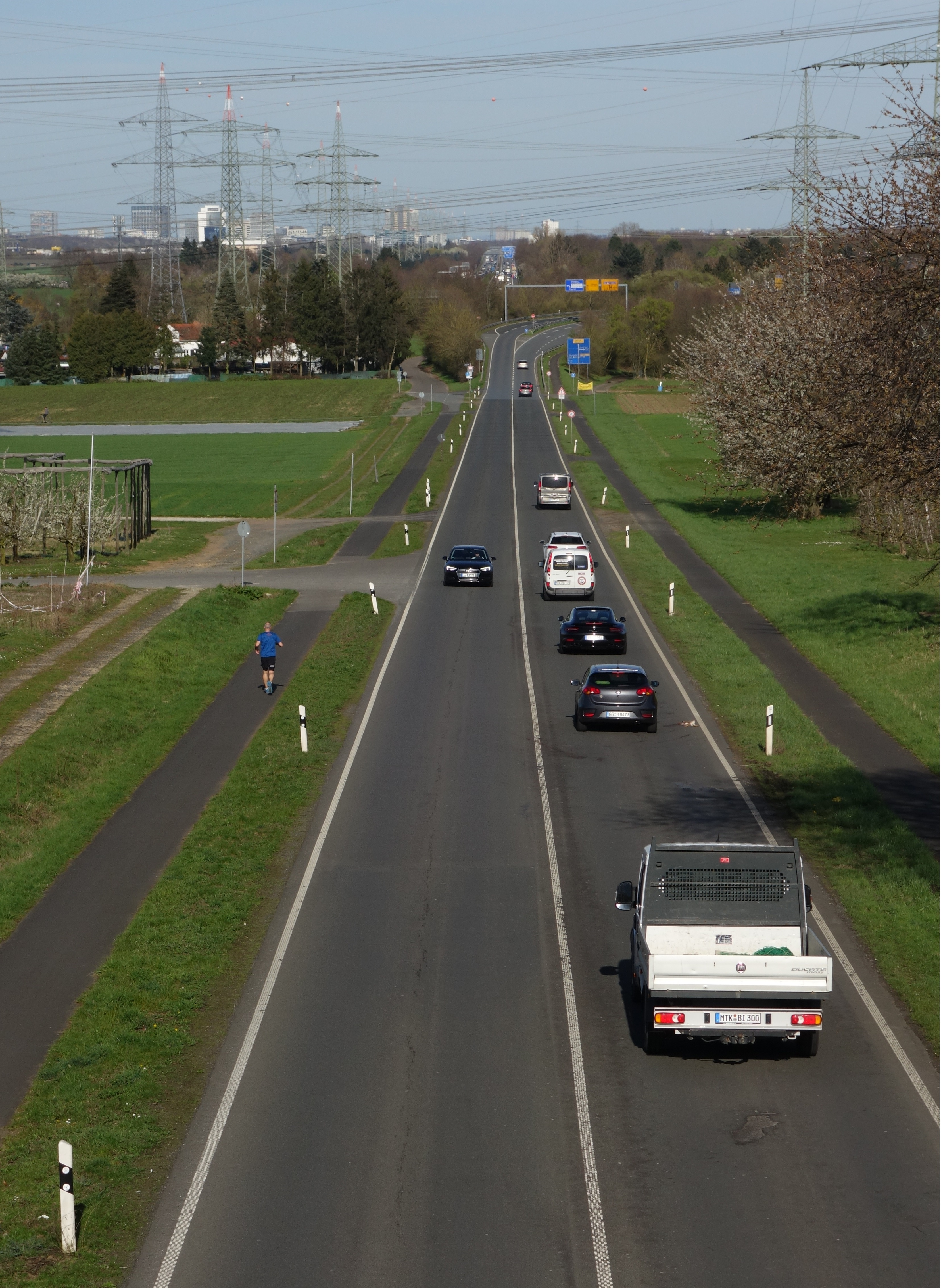
Elisabethenstraße im Verlauf der Landesstraße L 3018 bei Kriftel. Die Fortsetzung gen Horizont ist bereits Teil der A 66.

- Vom Hofheimer Hochfeld überquerte sie den Schwarzbach in Höhe der ehemaligen Papiermühle, um dann über den Schmelzweg, wieder als Elisabethenstraße (L 3018) teilweise als Grenze nach Kriftel, in Richtung Frankfurt-Zeilsheim fortzulaufen. 50° 5′ 17″ N, 8° 27′ 32″ O

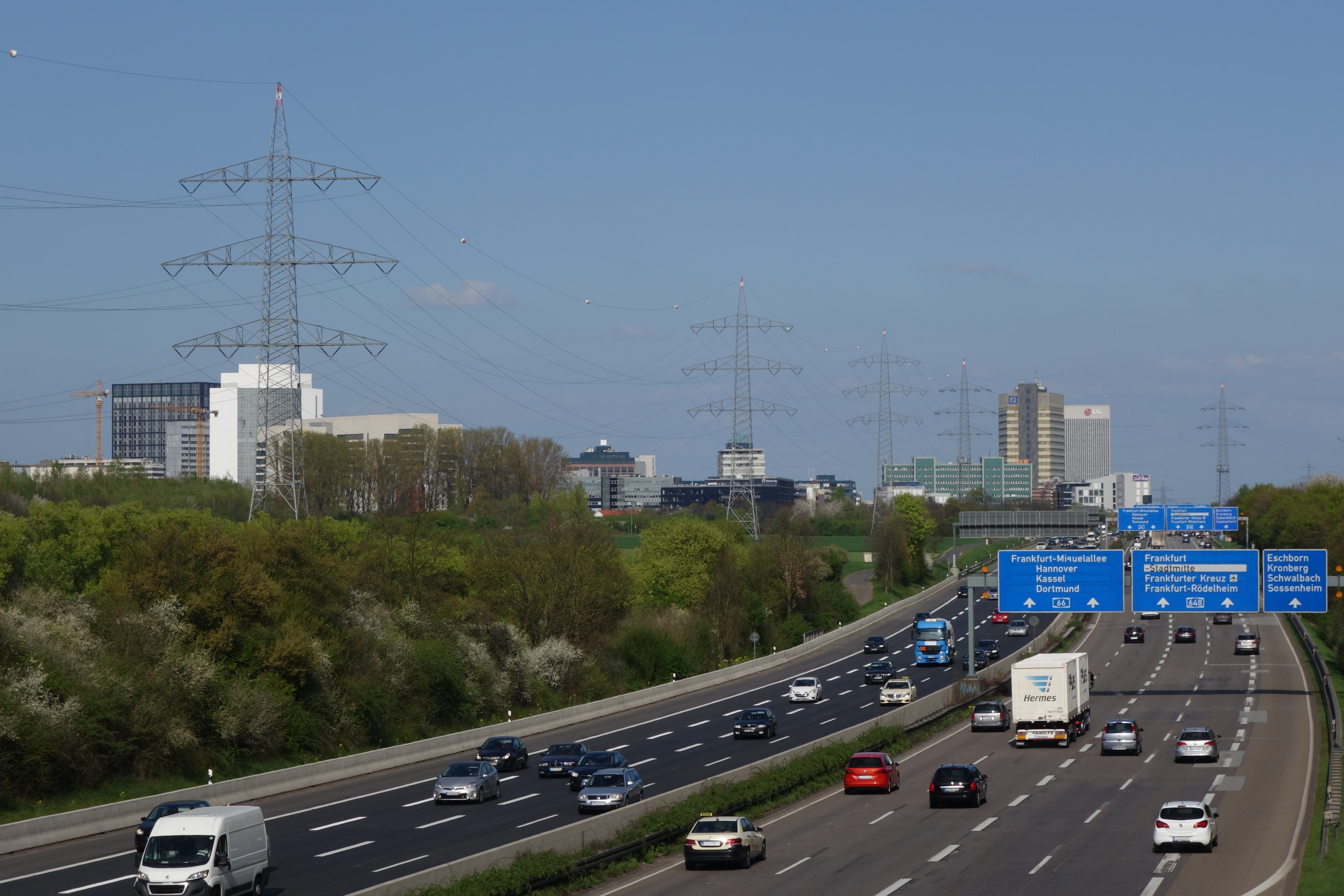
A 66 kurz vor der Anschlussstelle Eschborn; im Hintergrund Eschborner Bürohäuser

- An der Anschlussstelle Zeilsheim/Hofheim mündet sie dann in die Autobahn A 66, deren Verlauf sie bis zum Eschborner Dreieck beibehält. Auch hier wird sie wieder zur Grenzlinie: zwischen Frankfurt-Unterliederbach, Frankfurt-Sossenheim und Frankfurt-Rödelheim einerseits und Schwalbach am Taunus und Eschborn andererseits. 50° 5′ 51″ N, 8° 29′ 7″ O
- Nach einer Brücke über den Sulzbach in der gleichnamigen Gemeinde Sulzbach (Taunus) kreuzten im weiteren Verlauf der historische Lindenweg zum Saalburg-Sattel und auch die hessische Weinstraße, von der Niddamündung bei Höchst kommend, die Elisabethenstraße an der Helle Burg, hier wurde auch eine Station der Bonifatius-Route errichtet. 50° 7′ 22″ N, 8° 33′ 6,9″ O
- Südlich von Eschborn ändert sich die Straßenbezeichnung nach der Alfred-Herrhausen-Allee/Wilhelm-Fay-Straße in Stuttgarter Straße, um dann nach der Überquerung des Westerbachs wieder den historischen Namen anzunehmen. 50° 7′ 56″ N, 8° 34′ 34″ O

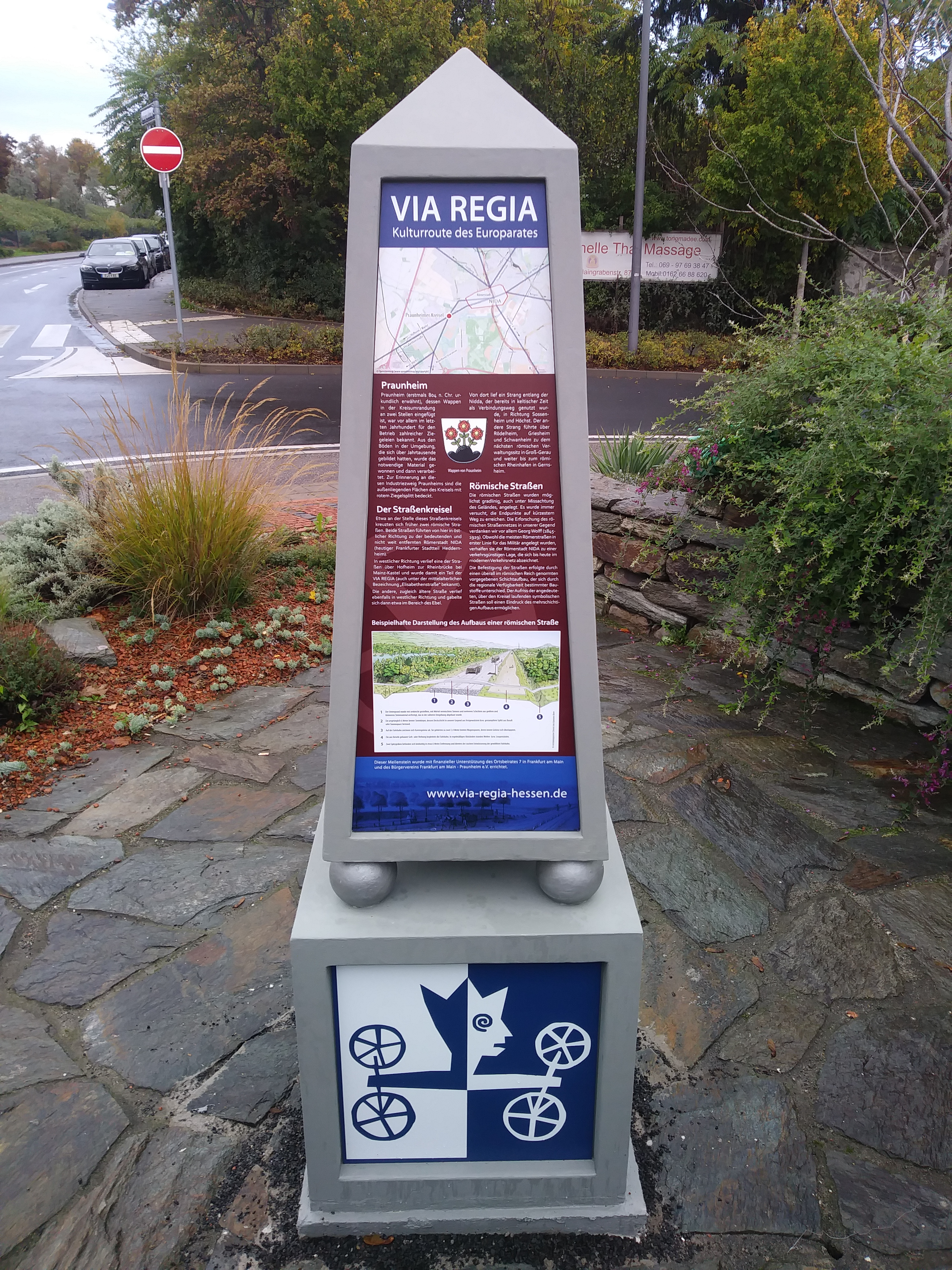
Via Regia in Praunheim

- Im Praunheimer Gebiet trägt sie die Bezeichnung Heerstraße. 50° 8′ 28″ N, 8° 35′ 50″ O
- Sie zieht am alten Ortskern Praunheims vorbei über das ehemalige Heidenfeld in die seit 1927 so genannte Römerstadt (In der Römerstadt). Endpunkt und Zielpunkt der römischen Stadt Nida war das Forum, das sich etwa in Höhe des heutigen Heddernheimer Friedhofs befand. 50° 9′ 15″ N, 8° 38′ 16″ O

## Namensgleichheiten
Obwohl nicht der ursprünglichen Trasse entsprechend, gibt es in Mainz-Kastel noch heute eine Straße mit dem Namen Elisabethenstraße.